# Wugigarra mamu
Wugigarra mamu là một loài nhện trong họ Pholcidae. Loài này được phát hiện ở Queensland.